# Benjamin Giraud
Benjamin Giraud (Marsella, 23 de gener de 1986) és un ciclista francès, professional des del 2011. Actualment corre a l'equip Delko-Marseille Provence-KTM.

## Palmarès
- 2007
  - 1r al Circuit méditerranéen
- 2009
  - 1r al Gran Premi Mathias Piston
- 2010
  - Vencedor d'una etapa al Tour de Franc-Comtat
- 2011
  - Vencedor d'una etapa al Circuit de les Ardenes
- 2012
  - 1r al Gran Premi Souvenir Jean-Masse
- 2013
  - Vencedor d'una etapa al Tour de Taiwan
  - Vencedor d'una etapa a la Volta al llac Qinghai
  - Vencedor de 2 etapes a la Volta a la Xina I
- 2014
  - Vencedor d'una etapa al Tour de Taiwan
- 2015
  - Vencedor d'una etapa al Tour de Hainan